# Preußenkonkordat
Das Preußenkonkordat vom 14. Juni 1929 ist ein Staatskirchenvertrag, der zwischen dem Freistaat Preußen und dem Heiligen Stuhl abgeschlossen wurde. Als Konkordat gehört der Vertrag außerdem zur Materie des Völkerrechts. In den deutschen Ländern gelten die Bestimmungen des Preußenkonkordats bis heute weitgehend fort, soweit sie Nachfolgestaaten Preußens sind. Mit der Päpstlichen Bulle Pastoralis officii nostri vom 13. August 1930 wurde das Preußenkonkordat umgesetzt.

## Geschichte
Nach dem Sturz der Monarchie 1918 wurde in Preußen offensichtlich, dass das Verhältnis zur katholischen Kirche zuletzt in der veralteten, in wesentlichen Bestimmungen nicht mehr anwendbaren Zirkumskriptionsbulle De salute animarum vom 16. Juni 1821 geregelt worden war. Seitdem aber wurden die Beziehungen zwischen katholischer Kirche und Staat in Preußen immer wieder belastet, etwa durch die staatlichen Kölner Wirren (1837) oder durch eine antikirchliche Gesetzgebung während des Kulturkampfes. Als der Kölner Erzbischof Felix von Hartmann am 11. November 1919 starb, waren bilaterale Verhandlungen geboten, weil die bisherigen Bestimmungen für die Berufung eines neuen Erzbischofs nicht mehr griffen. 
Die Fuldaer Bischofskonferenz behandelte aufgrund einer Initiative des preußischen Kultusministeriums auf ihrer außerordentlichen Tagung im Januar 1920 erstmals Konkordatsfragen und berief den Priester, Trierer Kirchenrechtler und Zentrumspolitiker Ludwig Kaas zum Verbindungsmann zwischen der Bischofskonferenz und Nuntius Eugenio Pacelli.

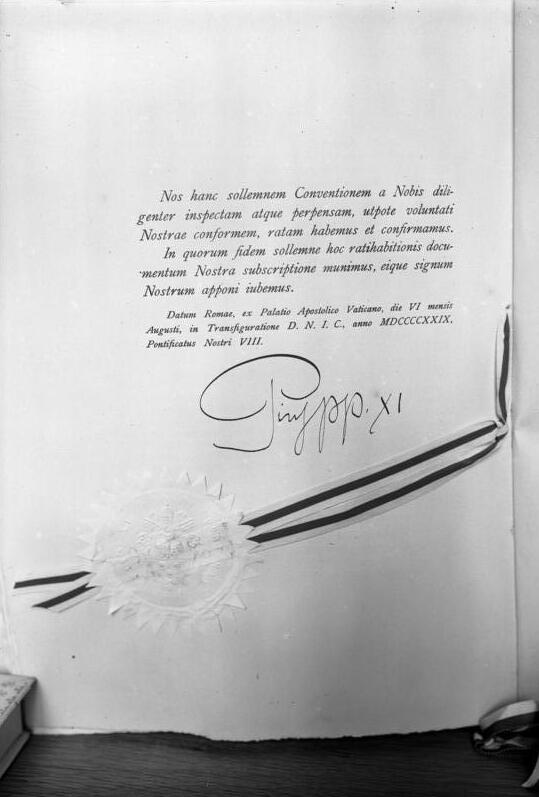
Eigenhändige Unterschrift und Siegel des Papstes Pius XI., 1929

Im Mai 1920 fanden auf der Referentenebene erste Verhandlungen über ein zukünftiges Konkordat statt. Doch erst im Vorfeld seines Umzugs von München nach Berlin trat Pacelli selbst in Konkordatsverhandlungen mit Preußen ein. Im Vordergrund standen hierbei besonders die vom Heiligen Stuhl mit Rücksicht auf deutsche Interessen bisher nicht behandelten Themen wie die Anpassung kirchlicher Grenzen an die durch den Versailler Friedensvertrag veränderten Grenzen. Vor allem waren große Teile der Provinz Posen und von Westpreußen an Polen abgetreten worden; von den Erzbistümern Posen und Gnesen und vom Bistum Kulm waren nur Reste bei Preußen verblieben. Deswegen trat der Heilige Stuhl gleichzeitig mit Polen in Konkordatsverhandlungen, die wegen der Polenfreundlichkeit des Papstes wider Erwarten schnell am 10. Februar 1925 abgeschlossen waren.
Mit dem Preußenkonkordat sollten Paderborn und Breslau zu Erzbistümern und Berlin, bisher zur Diözese Breslau zugehörig, zum Bistum erhoben werden. Auf protestantischen Druck hin war für Berlin zunächst nur die Errichtung einer Prälatur ins Auge gefasst worden, doch machte der Heilige Stuhl die Errichtung des Bistums im Mai 1928 – gegen den Widerstand evangelischer Kreise in Deutschland – zur conditio sine qua non. Im Preußenkonkordat wurden schließlich die bisherigen nordischen Missionsgebiete den bestehenden norddeutschen Diözesen Osnabrück, Paderborn und Hildesheim zugeschlagen. Aus dem Territorium des großen Erzbistums Köln wurde das Bistum Aachen herausgebildet. Neben den territorialen Veränderungen kamen die Neuordnung der Dotationen, das bischöfliche Jurisdiktionsrecht über die theologischen Fakultäten, die Bischofswahl durch das Domkapitel, das aus einer Dreierliste des Heiligen Stuhls den neuen Bischof wählt, das staatliche Erinnerungsrecht, also das Recht der staatlichen Institutionen, eine Ernennung kirchlicher Würdenträger durch den Papst im Einzelfall zu verhindern (sogenannte Politische Klausel) und die Anpassung des veralteten Patronatsrechts hinzu.
Auch wenn die preußischen Konkordatsbestimmungen vom 14. Juni 1929 aus kirchlich-römischer Sicht weit hinter denen des  Bayerischen Konkordats zurückblieben, schuf das Konkordat in Kirchenfragen Rechtssicherheit.
Pacelli hat bei den Verhandlungen zum Preußenkonkordat die preußischen Kulturkampfbestimmungen im Wesentlichen abgebaut, dafür aber auf die ihm sehr wichtigen Schulbestimmungen zugunsten eines Abschlusses des Konkordats verzichtet. Das konnte er nur, weil er selbst und auch Pius XI. schon frühzeitig die Grenzen der Konkordate erkannt hatten. Mit der Päpstlichen Bulle Pastoralis officii nostri vom 13. August 1930 wurde das Preußenkonkordat umgesetzt.

### Gegenwart
Das Preußenkonkordat wurde nach 1945 von den auf ehemals preußischem Territorium jeweils neugegründeten Ländern der Bundesrepublik Deutschland, nicht jedoch von der DDR, anerkannt. Im Vertrag zwischen dem Land Nordrhein-Westfalen und dem Heiligen Stuhl vom 26. März 1984 knüpften der größte preußische Nachfolgestaat und der Heilige Stuhl an das Preußenkonkordat an, indem sie unter Hinzufügung und Abänderung einiger Regelungen ausdrücklich die Fortgeltung des Preußenkonkordats bestätigten. Erst nach der Wiedervereinigung lebten die Konkordatsbestimmungen in jenen neuen Bundesländern wieder auf, die Nachfolgestaaten Preußens sind.
Das Konkordat gilt auch für die außerpreußischen Teile des 1995 errichteten Erzbistums Hamburg, dies war ein Bestandteil der Gründungsverhandlungen des Erzbistums, da Alt-Hamburg und Mecklenburg nie zu Preußen gehörten.